# Pellia megaspora
Pellia megaspora là một loài rêu trong họ Pelliaceae. Loài này được R.M. Schust. mô tả khoa học đầu tiên năm 1981.